# Генріх Персі, 8-й граф Нортумберленд
Генріх Персі (англ. Henry Percy; 1532 — 21 червня 1585) — політичний та державний діяч королівства Англія, член Католицької фракції в палаті лордів.

## Життєпис
Походив зі старовинного англійського аристократичного роду. Другий син Томаса Персі та Елеонори Харботл. Народився бл. 1532 року в маєтку Ньюберн (Нортумберленд). 1537 року його батька було страчено за очолюваня повстання «Благодатного паломництва», спрямованого проти політики короля Геріха VIII та на підтримку католицтва. Титули були відібрали в родини та передані роду Дадлі. Виховувався разом з братом Томасом, з яким брав участь у прикордонних сутичках з шотландцями.
Ситуація змінилася у 1553 році зі сходженням на трон королеви Марії I. Брат Генріха отримав титул графа Нортумберленда, а сам він 1554 року став членом палати громад від Морпета. 1557 року Генріха було посвчено в лицаря та призначено заступником хранителя Східних та Середніх Шотландських марок. 1558 року нова королева Єлизавета I призначила Персі капітаном (комендантом) замку Норгем.
1559 року доручено спільно з Томасом Юнгом, архієпископом Йорку, домогсти складання прсияги північноанглійського духовенства на користь королеви. 1560 року звитяжив у битві при Лейті проти шотландської королівської армії (англійці втрутилися на боці місцевих протестантів). У лютому 1561 року стає губернатором Тайнмута. наприкінці року пошлюбив представницю баронського роду Невіл. У 1562—1563 роках був шеріфом графства Нортумберленд.
Під час Північного повстання (листопад 1569 — початок 1570), де одним з лідерів був його брат Томас, Генріх залишився вірним королеві. 1572 року після страти брата отримав титул та маєтності родини, ставши 8-м графом Нортумберленд. Втім невдовзі викритий у спробі організувати втечу колишньої шотландської королеви Марії Стюарт, тому запроторений до Тауеру. 1573 року помилуваний, але заплатив штраф у 5 тис. марок та змушений був відмовитися від посад, оселившись в маєтку Петворт.
1574 року стає одним із королівських комісарів у парламенті, 1575 року призначено комісаром з розведення бойових коней у Сассексі. З 1576 року став засідати в палаті лордів, ставши одним зі діяльних членів католицької фракції. Після смерті тестя в 1577 граф отримав по праву дружини нові володіння в Йоркширі і Нортгемптоншир і багато часу приділяв управлінню своїми землями.
1582 року арештовано на декілька тижнів за начебто участьв змові Трокмортона (спрямована на втечу Марії Стюарт). Звільнений, а 1583 року знову став готувати вчечу Стюарт. В грудні 1584 року арештовано й відправлено до Тауеру. 21 червня 1585 року був знайдений мертвим у своєму ліжку в камері з пострілом у серце. Оголошено, що Персі скоїв самогубство. Похований у церкві Св. Петра ад Вінкула, на території Тауеру.

## Родина
Дружина — Катерина, донька Джона Невіла, 4-го барона Латімера
Діти:
- Генріх (1564—1632), 9-й граф Нортумберленд
- Томас
- Вільям (1574—1648), поет і драматург
- Чарльз
- Люсі, дружина: 1) сера Джона Воттон; 2) Г'ю Оуена
- Річард
- Джоселін
- Анна
- Алан (д/н—1613)
- Елеонора (1583—1650), дружина Вільяма Герберта, 1-го барона Повіса
- Джордж (1580—1632)